# Tetragnatha trichodes
Tetragnatha trichodes là một loài nhện trong họ Tetragnathidae.
Loài này thuộc chi Tetragnatha. Tetragnatha trichodes được miêu tả năm 1878 bởi Thorell.